# Universidad de Texas–Pan American
La Universidad Panamericana de Texas (también conocida como UTPA o UT-Pan Am) fue una universidad del sistema de la Universidad de Texas, hasta su fusión en 2015 con la Universidad de Texas en Brownsville que dio origen a la Universidad de Texas Valle del Río Grande.
Situada en Edinburg, Texas (Condado de Hidalgo), sirvió al Valle del Río Grande y el sur de Texas con grados, maestrías, y doctorados. Desde la fundación de la universidad en 1927, había crecido de 200 estudiantes a más de 18.000, lo que hacía de la UTPA la décima universidad más grande del estado de Texas. La mayoría de estos estudiantes eran nativos del Valle del Río Grande. UTPA también operaba un centro de estudios de posgrado en la ciudad de Río Grande, en el Condado de Starr, Texas.

## Historia
- 1927-1933 Edinburg College fue fundado como un colegio comunitario de dos años gobernado por el Distrito Escolar de Edinburg. El edificio original albergaba a 200 estudiantes y hoy se muestra como un sitio histórico en la ciudad de Edinburg, el asiento de condado de Condado de Hidalgo.
- 1933-1948: Edinburg Junior College, como única institución de educación superior en el sur de Texas, experimentó un rápido crecimiento en sus primeros años llevó a los administradores aplicar el primer cambio de nombre.
- 1948-1952: Edinburg Regional College fue trasladado desde el sitio original de cuatro acres, a un campus de 75 hectáreas pocas cuadras al oeste. Durante los años 1950 y 1960 el campus fue comprado en parcelas a un costo de $677.000.
- 1952-1971: Pan American College hizo su transformación de un colegio comunitario de dos años para una universidad de cuatro años a principios de 1950. El nombre Pan American fue seleccionado para reflejar el deseo de la institución a conectar las culturas del Norte y América del Sur y para reflejar la diversidad cultural y étnica de la universidad.
- 1971-1989: Pan American University vio diversificar la población estudiantil durante los años 1970 reflejando una población predominantemente méxico-americana. The Wall Street Journal acreditó al Dr. Miguel Nevarez con la creación de una clase media hispana de la región sur de Texas.
- 1989-2015: La Universidad de Texas-Pan American se creó en 1989 tras la fusión exitosa e histórica de la Universidad Panamericana con la Universidad de Texas. Hoy UTPA es una de las universidades de más rápido crecimiento en el Sistema UT con una matrícula actual de más de 18.000 estudiantes. La institución está lista para convertirse en una institución centrada en el alumno la investigación doctoral.
- 2015: La Universidad de Texas Valle del Río Grande se crea mediante la fusión de la Universidad de Texas en Brownsville y la Universidad de Texas-Pan American. La fusión hizo posible la creación de la primera escuela de medicina en el Valle del Río Grande.

## Estudiantes
Los estudiantes de UTPA erann, en su mayoría de origen hispano debido principalmente a la ubicación geográfica de la universidad y su proximidad de la frontera con México.
| Blancos | Afroamericanos | Hispanos | Asiáticos | Internacional | Otros |
| ------- | -------------- | -------- | --------- | ------------- | ----- |
| 4.8%    | 0.7%           | 87.7%    | 1.4%      | 3.7%          | 1.7%  |

## Tradiciones

### Estola de UTPA
La expresidenta, Dra. Blandina Cárdenas inició una tradición nueva con la utilización de estolas de memoria en el otoño de 2004.
Las estolas, en colores de la escuela verde y naranja, están estampadas con el sello oficial de UTPA y hacer una adición para el vestido de graduación de color negro.
Los candidatos usan las estolas alrededor del cuello a lo largo de las ceremonias de graduación. Luego se les sugiere presentar la estola a una persona especial que más les haya inspirado, educado, o ayudado en su búsqueda personal de conocimientos.

### Midnight Madness
Cada semestre de otoño, UTPA celebra la Semana de Espíritu, un evento de una semana donde los estudiantes, profesores y empleados se reúnen para mostrar su orgullo Bronc. Lo más destacado de la semana es "Midnight Madness" - un evento que señala el comienzo de la temporada de baloncesto.

### Carnaval de la Gran Calabaza
El Carnaval de la Gran Calabaza celebró su debut en el Pan American College en 1966 y ha sido una tradición anual desde entonces. El carnaval está abierto a estudiantes, maestros, empleados y la comunidad local. Todos son invitados a celebrar un evento de Halloween seguro y lleno de diversión con juegos, comida, y concursos.

### Homecoming
Los estudiantes, exalumnos, profesores, personal, y la comunidad están invitados a celebrar cada mes de febrero el Homecoming. Como parte de la celebración de una semana, eventos como el Patio de Arte, La Batalla de las Bandas (Battle of the Bands), los Juegos Olímpicos Broncos, Pep Rally, la quema de las cartas de UTPA, un juego de baloncesto, y la Reunión del UTPA Homecoming se celebran en todo el campus.

## Puntos importantes

### Estatua del Bronco
La estatua de UTPA de 2,000 libras "Bronz Bronc" esculpida por el renombrado escultor Santa Fe Goodnight Veryl se dio a conocer en noviembre de 2002 para dar la bienvenida los visitantes a la Universidad de Texas-Pan American. En junio de 2009 fue nombrada una de las 10 esculturas famosas de caballos del oeste por la revista Cowboys & Indians.

### Patio Jody Ramsey
Cuando el campo de béisbol de UTPA, Estadio Jody Ramsey, fue demolido en 2007 para dar paso a una expansión de la Facultad de Educación, la Universidad creó el Jody Ramsey Courtyard para preservar el recuerdo de un jugador muy especial de béisbol de la Universidad Pan American que fue trágicamente asesinado el 24 de febrero de 1973, mientras trabajaba como jornalero en la construcción del nuevo estadio. El sitio del patio era parte del campo de béisbol original.